# فرد كارلين
فرد كارلين (بالإنجليزية: Fred Karlin)‏ هو كاتب أغاني ومونتير وملحن ومنتج أفلام أمريكي، ولد في 16 يونيو 1936 في شيكاغو في الولايات المتحدة، وتوفي في 26 مارس 2004 في كولفر سيتي في الولايات المتحدة.

## وصلات خارجية
- فرد كارلين على موقع IMDb (الإنجليزية)
- فرد كارلين على موقع ميوزك برينز (الإنجليزية)
- فرد كارلين على موقع إن إن دي بي (الإنجليزية)
- فرد كارلين على موقع ديسكوغز (الإنجليزية)
- فرد كارلين على موقع قاعدة بيانات الفيلم (الإنجليزية)